# زنابير خنجرية
زنابير خنجرية أو زنابير سكوليد أو سكوليات أو زنابير الزهور أو زنابير الماموث أو قانصات الجعران أو فصيلة سكولييدي (الاسم العلمي: Scoliidae)، هي فصيلة حشرات زنبورية من رتبة غشائيات الأجنحة. تتألف الفصيلة من حوالي 560 نوعًا موجودة في جميع أنحاء العالم. معظمها سوداء اللون ، وفي الغالب تكون مرقعة باللون الأصفر أو البرتقالي، وأطراف أجنحتها مموجة بشكل مميز. الذكور أكثر نحافة واستطالة من الإناث، مع قرون استشعار أطول بكثير، لكن إزدواج الشكل الجنسي ليس واضحًا كما هو الحال في فصيلة زنابير تيفية (Tiphiidae).